# Joan Fortuny i Guarro
Joan Fortuny i Guarro (barri de Sants, Barcelona, 1955) és un músic català, saxofonista i veu de la Companyia Elèctrica Dharma, un dels grups més importants del panorama musical català, pioner en la fusió de la música tradicional del país amb el jazz, el rock i la psicodèlia.
El seu principal instrument ha estat el saxo soprano, tot i que puntualment ha utilitzat també el saxo tenor o la tenora.

## Biografia
Fill de Joan Fortuny, que regentava una gestoria a Barcelona i de Núria Guarro, la gran de deu germans, que cantava a l'Orfeó de Sants, i que s'enorgullí d'haver contribuït a desvetllar les inquietuds musicals dels seus fills. En Joan, és el tercer germà dels set fills que van tenir els seus pares: en Josep (1952-2013), l'Esteve (1954-1986), en Jordi (1958-1979), en Lluís (1960), en Jaume (1961) i la Maria (1967).
En Joan, amb els seus pares i els seus dos germans grans, van viure al carrer Comtes de Bell-lloc, del barri de Sants fins aproximadament l'any 1958. Va passar quatre anys a Riera Blanca, límit entre Sants i l'Hospitalet, on neixen els seus germans Jordi i en Lluís. Posteriorment al 1961, es traslladà al carrer Mandri, Sant Gervasi, on neix el seu germà Jaume. Finalment, a partir de 1966 viurà al barri d'Horta, al carrer Montserrat de Casanoves, on naixerà la seva germana Maria. Allà, la família Fortuny-Guarro hi va viure quasi uns deu anys.
Amb els seus germans Josep i Esteve començà a preparar un repertori de cançons rock. I amb ells, va crear el grup Els Llums, amb cançons pròximes al blues i el rock, i amb temes dels Beatles i els Rolling Stones. El concert de debut va ser a l'estiu del 1967 al llavors anomenat Casal Familiar Parroquial Sant Antoni de Pàdua, avui Casal Font d'en Fargues, del barri barceloní La Font d'en Fargues. En Josep tocava la bateria, l'Esteve es preocupava per l'orgue i la guitarra, i en Joan es defensava amb el baix. El trio aconseguí una certa reputació com a grup en directe en gires per casals i instituts.
Marcats per les manifestacions dels estudiants a França i part d'Europa i l'última etapa de la Nova Cançó pels Setze Jutges als Països Catalans i l'efervescència del folk, va originar que tots tres germans: en Josep, l'Esteve i en Joan reconverteixin el grup Els Llums, de son elèctrics, en un nou grup, La Roda, optant pel folk i un so acústic. En aquella etapa en Joan, tocà la flauta i la guitarra. Posteriorment tots tres germans van fer creu i ratlla al folk, i novament es van sentir atrets per la música electrificada, reconvertint-se en el grup Fang i posteriorment Disbauxa.
Quan Els Llums, La Roda, Fang i Disbauxa ja eren aigua passada, cap al 1971, novament tots tres germans van crear una nova banda, que es va dir "Dharma". El primer gran festival en el qual va prendre part Dharma va tenir lloc al local Les Palmeres, a Sants, el 30 de juny del 1972. Va ser amb la creació d'aquesta nova banda i la incorporació en aquesta d'en Carles Vidal, que al 1973 en Joan passa a tocar el saxo, el so del qual va esdevenir a partir d'aquell moment l'element identificador de la banda.
L'estiu de l'any 1974, en una comuna rural de Girona, en Joan, conjuntament amb els seus dos germans Josep i Esteve, a més d'en Jordi Soley (teclats) i en Carles Vidal (baix i guitarra), creà el grup de música català la Companyia Elèctrica Dharma.
Des d'aleshores, la seva vida ha anat lligada directament al grup com a veu i saxofonista, instrument i so clau del grup.